# 카스모사우루스아과
카스모사우루스아과는 케라톱스과 공룡의 아과이다. 잘 알려진 예로는 트리케라톱스가 있다. 이들은 당시 가장 성공적인 초식공룡 무리 중 하나였다. 카스모사우루스아과는 샹파뉴절 초기에 나타나서 다른 모든 비조류 공룡들과 함께 백악기-팔레오기 멸종 때 멸종했다. 눈 위의 뿔이 두드러지는 것과 뿔이 없는 긴 프릴이 카스모사우루스아과의 가장 큰 특징이다. 켄트로사우루스아과는 보통 눈 위의 뿔이 짧고 상대적으로 짧은 프릴을 가지고 있으며 프릴에 긴 뿔이 있는 경우가 많다. 카스모사우루스아과는 현재 캐나다 서부, 미국 서부, 그리고 멕시코 북부의 지층에서 발견되고 있다.

## 속
- 케라톱스과
  - 카스모사우루스아과

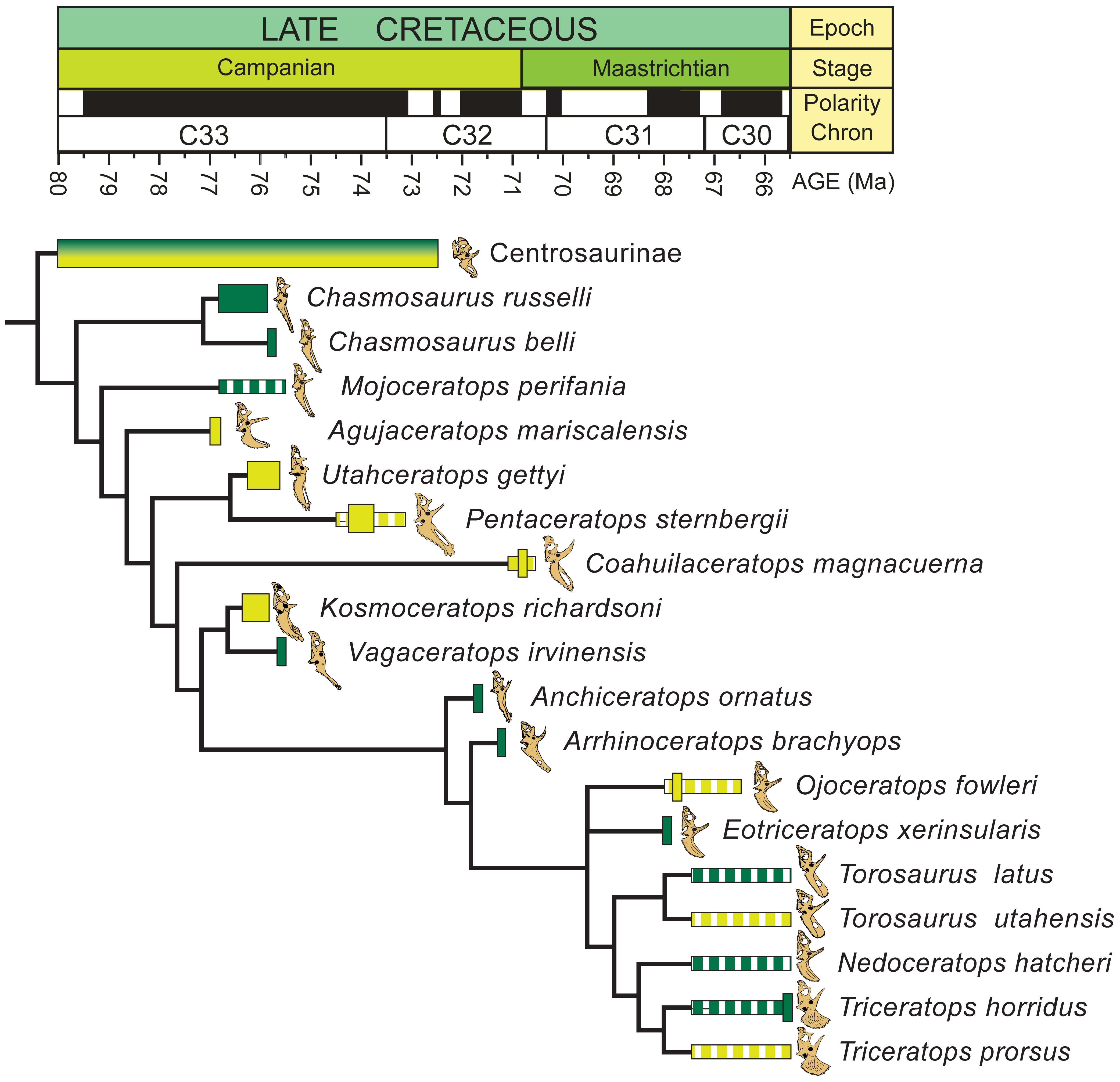
카스모사우루스아과 내의 계통발생학적 관계. 샘슨 외 2010년 연구

    - 아구자케라톱스 - (미국 텍사스 주)
    - 안키케라톱스 - (캐나다 앨버타 주)
    - 아리노케라톱스 - (캐나다 앨버타 주)
    - 브라보케라톱스 - (미국 텍사스 주)
    - 카스모사우루스 - (캐나다 앨버타 주)
    - 코아후일라케라톱스 - (멕시코 코아후일라 )
    -  ? 디스가누스 - (미국 몬태나 주)
    - 주디케라톱스 - (미국 몬태나 주)
    - 코스모케라톱스 - (미국 유타 주)
    - 메르쿠리케라톱스 - (미국 몬태나 주, 캐나다 앨버타 주)[1]
    - 모조케라톱스 - (캐나다 앨버타, 사스캐처원 주)
    - 펜타케라톱스 - (미국 뉴멕시코주)[2]
    - 우타케라톱스 - (미국 유타 주)
    - 바가케라톱스 - (캐나다 앨버타 주)
    - 트리케라톱스족
      - 아가타우마스 - (미국 와이오밍 주)
      - 에오트리케라톱스 - (캐나다 앨버타 주)
      - 오조케라톱스 - (미국 뉴멕시코 주)[3]
      - 폴리오낙스 - (미국 콜로라도 주)
      - 타탄카케라톱스 - (미국 사우스다코타 주)
      - 티타노케라톱스 - (미국 뉴멕시코 주)
      - 토로사우루스 - (미국 와이오밍, 몬태나, 사우스다코타, 노스다코타, 유타 주. 캐나다 사스캐처원 주)
      - 트리케라톱스 - (미국 몬태나 및 와이오밍 주, 캐나다 사스캐처원 및 앨버타 주)